# Castelbajac
Castelbajac là một xã thuộc tỉnh Hautes-Pyrénées trong vùng Occitanie tây nam nước Pháp.